# パク・チヨン (1988年生の女優)
パク・チョン (박지연、1988年5月14日 - ）は大韓民国の俳優である。

## 概要
1988年 5月14日、韓国生まれの女優。

## 出演

### テレビドラマ
- 2018年 JTBC月火ドラマ《ライフ》全16話：イ・ソジョン役
- 2019年 tvN週末ドラマ《ミスター・サンシャイン》全24話：ユン・ホソン役
- 2019年 SBS月火ドラマ《ヘチ 王座への道》全48話(放送チャンネルによっては24話版で放送)：チョ・ホン役
- 2020年 tvN週末ドラマ《秘密の森2》全16話：チョン・ミナ役
- 2021年 SBS月火ドラマ《賢い医師生活2》全12話：ユン・シネ役
- 2022年 SBS月火ドラマ《最愛の敵〜王たる宿命〜》全16話：チェ・ガヨン/大妃チェ氏役

## リンク
- パク・チョン(박지연)(韓国語)　ミュージカルromanticactor出演者欄：パク・チョン(박지연)